# The Get Down
The Get Down es una serie de televisión estadounidense ambientada en el barrio South Bronx de fines de los años 70, creada por Baz Luhrmann y Stephen Adly Guirgis. Se estrenó en Netflix el 12 de agosto de 2016 con seis episodios producidos por Sony Pictures Television que contó con un presupuesto de 120 millones de dólares.

## Elenco
Principal
| Actor                 | Personaje                    | Descripción |
| --------------------- | ---------------------------- | --- |
| Justice Smith         | Ezequiel "Zeke" Figuero      | Inteligente y recursivo joven lleno de talento sin explotar y no correspondido en el amor, decidido a dejar su huella en el mundo. Está enamorado de Mylene, pero el deseo de Mylene de abandonar el Bronx dificulta su relación. |
| Shameik Moore         | Shaolin Fantastic            | Niño de las calles en busca de emociones, impredecible, excéntrico y enigmático. Desconfía de Mylene, a quien ve como una distracción para Ezequiel.                                                                              |
| Herizen F. Guardiola  | Mylene Cruz                  | Joven tenaz con una voz increíble que sueña con ser una estrella del Disco, un sueño lejano debido a su intensa influencia religiosa. Ama a Ezequiel pero teme que nunca dejará el Bronx.                                         |
| Jaden Smith           | Marcus "Dizzee" Kipling      | El más artístico de los hermanos Kipling, es un artista del graffiti que se identifica como "Rumi 411". |
| Skylan Brooks         | Ra-Ra Kipling                | Amigo y hermano leal, respetado y protector, es la voz de la razón a pesar de su edad. |
| T. J. Brown, Jr.      | Boo-Boo Kipling              | El hermano pequeño de los Kipling. Parte del grupo The Get Down |
| Yahya Abdul-Mateen II | Clarence "Cadillac" Caldwell | Hijo del dueño de uno de los más destacados centros nocturnos del Bronx. |
| Jimmy Smits           | Francisco "Papá Fuerte" Cruz | Líder político del barrio South Bronx que presta servicios en los que la ciudad falla, como trabajo, hogar y salud. |
| Giancarlo Esposito    | Pastor Ramón Cruz            | Hermano de Papá Fuerte y padre de Mylene, director de la iglesia pentecostal local, atrae a una multitud de seguidores con sus apasionados sermones y su firme y constante liderazgo.                                             |

Otros personajes
| Actor                   | Personaje                           |
| ----------------------- | ----------------------------------- |
| Mamoudou Athie          | Grandmaster Flash                   |
| Eric D. Hill, Jr.       | DJ Kool Herc                        |
| Yolonda Ross            | Ms. Green                           |
| Kevin Corrigan          | Jackie Moreno                       |
| Qaasim Middleton        | DJ Big Planet                       |
| RayJonaldy Rodriguez    | Silent Carlito                      |
| Zurhi Khalil Middleton  | MC Luke Skywalker Cage              |
| Zabryna Guevara         | Lydia Cruz                          |
| Daveed Diggs            | Ezequiel Figuero (adulto)           |
| Lillias White           | Fat Annie                           |
| Barrington Walters, Jr. | Doo-wop                             |
| Stefanée Martin         | Yolanda Kipling                     |
| Shyrley Rodriguez       | Regina                              |
| Tory Devon Smith        | Little Wolf                         |
| Nas                     | Ezequiel Figuero (voz en canciones) |

## Episodios
| # | Título                                                                                    | Dirigido por     | Escrito por                                            | Fecha de estreno     |
| --- | ----------------------------------------------------------------------------------------- | ---------------- | ------------------------------------------------------ | -------------------- |
| 1 | «Where There Is Ruin, There Is Hope for a Treasure» ««Donde hay ruina, hay esperanza...»» | Baz Luhrmann     | Baz Luhrmann, Stephen Adly Guirgis, Seth Zvi Rosenfeld | 12 de agosto de 2016 |
| Zeke está decidido a conquistar a su chica y queda atrapado en el vértigo de la movida nocturna, donde se cruza con una leyenda local.                                     |                                                                                           |                  |                                                        |                      |
| 2 | «Seek Those Who Fan Your Flames» ««Busca a aquellos que aviven tu llama»»                 | Ed Bianchi       | Sam Bromell, Sinead Daly, Jacqui Rivera                | 12 de agosto de 2016 |
| Los chicos buscan la guía espiritual de un gran maestro. Por otro lado, contra los deseos del padre y con la ayuda del tío, Mylene lucha por sus sueños.                   |                                                                                           |                  |                                                        |                      |
| 3 | «Darkness Is Your Candle» ««La oscuridad es tu vela»»                                     | Andrew Bernstein | T Cooper, Allison Glock-Cooper, Stephen Adly Guirgis   | 12 de agosto de 2016 |
| Jackie Moreno, un productor musical con mala fama, quiere manejar la carrera musical de Mylene. Los chicos arman una fiesta y Boo-Boo pone el raro casete que encontraron. |                                                                                           |                  |                                                        |                      |
| 4 | «Forget Safety, Be Notorious» ««Olvida la seguridad, sé infame»»                          | Ed Bianchi       | Aaron Rahsaan Thomas                                   | 12 de agosto de 2016 |
| Tras el apagón en toda la ciudad, Papá Fuerte se acerca a Ed Koch, candidato a alcalde. Shaolin trata de reconciliarse con Flash.                                          |                                                                                           |                  |                                                        |                      |
| 5 | «You Have Wings, Learn to Fly» ««Tienes alas, aprende a volar»»                           | Michael Dinner   | Seth Zvi Rosenfeld                                     | 12 de agosto de 2016 |
| Los chicos demuestran todo su valor en una situación complicada, y Zeke se apura para llegar a una cita. Mylene, por su parte, se aventura en el mundo de la música.       |                                                                                           |                  |                                                        |                      |
| 6 | «Raise Your Words, Not Your Voice» ««Levanta tus palabras, no la voz»»                    | Ed Bianchi       | Seth Zvi Rosenfeld, Sam Bromell                        | 12 de agosto de 2016 |
| Dizzee va a una fiesta secreta en la ciudad y, mientras los chicos se preparan para una batalla de DJ, Zeke se aventura en la política.                                    |                                                                                           |                  |                                                        |                      |